# Villavaquerín (kommunhuvudort)
Villavaquerín är en kommunhuvudort i Spanien.   Den ligger i provinsen Provincia de Valladolid och regionen Kastilien och Leon, i den centrala delen av landet, 150 km norr om huvudstaden Madrid. Villavaquerín ligger 764 meter över havet och antalet invånare är 211.
Terrängen runt Villavaquerín är kuperad västerut, men österut är den platt. Runt Villavaquerín är det mycket glesbefolkat, med 5 invånare per kvadratkilometer. Närmaste större samhälle är Tudela de Duero, 13,1 km sydväst om Villavaquerín. Trakten runt Villavaquerín består till största delen av jordbruksmark.